# Morelos (Hidalgo)
Guadalupe es una localidad de México localizada en el municipio de Villa de Tezontepec en el estado de Hidalgo.

## Geografía
Se encuentra en la región geográfica de la Cuenca de México (Valle de Tizayuca), le corresponden las coordenadas geográficas 19° 53’ 36.751” de latitud norte y 98° 48’ 59.227” de longitud oeste, con una altitud de 2321 m s. n. m. En cuanto a fisiografía se encuentra en la provincia de la Eje Neovolcánico, dentro de la subprovincia del Lagos y Volcanes de Anáhuac; su terreno es de llanura y lomerío. En lo que respecta a la hidrografía se encuentra posicionado en la región del Pánuco, dentro de la cuenca del río Moctezuma, y dentro de las subcuenca del río Tezontepec. Cuenta con un clima semiseco templado.

## Demografía
En 2020 registró una población de 1330 personas, lo que corresponde al 10.21 % de la población municipal. De los cuales 640 son hombres y 690 son mujeres.
| Gráfica de evolución demográfica de Morelos entre 2010 y 2020                                |
|                                                                                              |
| Población de los censos y conteos del Instituto Nacional de Estadística y Geografía (INEGI). |